# Callipallene novaezealandiae
Callipallene novaezealandiae är en havsspindelart som först beskrevs av Thomson, G.M., och fick sitt nu gällande namn av  1884. Callipallene novaezealandiae ingår i släktet Callipallene och familjen Callipallenidae. Inga underarter finns listade.